# Il giudizio di Paride (Mengs)
Il giudizio di Paride (in tedesco: Das Urteil des Paris; in russo Суд Париса?, Sud Parisa) è un dipinto a olio su tela del pittore neoclassico tedesco Anton Raphael Mengs. L'opera venne dipinta nel 1757 circa ed è conservata al museo dell'Ermitage di San Pietroburgo.

## Storia
L'opera sarebbe stata commissionata da Federico il Grande dopo che sua sorella Guglielmina di Bayreuth aveva definito l'artista il "Raffaello dei nostri tempi". Tuttavia, alla fine il sovrano prussiano non avrebbe più voluto l'opera, essendosi interessato all'arte dei grandi maestri. Dopo la morte della moglie dell'artista, l'opera venne acquistata dall'imperatrice russa Caterina II, finendo nella sua collezione reale, poi divenuta la collezione dell'Ermitage.

## Descrizione
Il tema artistico di questo quadro deriva dalla mitologia greca e dal racconto fattone dallo scrittore romano Publio Ovidio Nasone nelle Metamorfosi. L'opera raffigura il momento esatto nel quale Paride decide quale tra le dee debba ricevere il pomo della discordia.  
Al centro esatto della composizione si trova la vincitrice della disputa, la dea Afrodite, che è rivolta frontalmente rispetto allo spettatore ed è accompagnata dal figlio Eros. Al centro del gruppo si trova Era, la moglie di Zeus, che si riconosce dal pavone situato ai suoi piedi. La dea è ritratta in una posa assolutamente statica e si limita a coprire il pube con una mano (infatti non indossa nient'altro che il suo diadema). Atena è ritratta di schiena, mentre sta finendo di spogliarsi, dopo essersi privata della lancia e dell'elmo, situati a terra. Se Era guarda un punto fisso in alto, come se fosse disinteressata di ciò che sta succedendo, sul volto di Atena c'è un'espressione di sdegno.
Paride indossa un berretto frigio (un suo attributo) ed è appena avvolto da una mantellina. Il principe troiano è accompagnato da un cane da caccia e porge la mela ad Afrodite. Accanto a lui c'è Scamandro, una divinità fluviale, ed è sdraiato per terra, presso una sorgente. A sinistra, seminascosto tra le piante, si trova un satiro che spia le tre dee nude. Lo sfondo è composto da un paesaggio pastorale con un cielo pieno di nuvole grigie. Le figure isolate dallo spazio circostante e la loro disposizione centralizzata rendono l'opera il manifesto dello stile pittorico di Mengs, che funge da preludio per l'affresco del Parnaso nella Villa Albani di Roma.